# Відзішево
Відзішево (пол. Widziszewo) — село в Польщі, у гміні Косцян Косцянського повіту Великопольського воєводства.
Населення — 727 осіб (2011).
У 1975-1998 роках село належало до Лешненського воєводства.

## Демографія
Демографічна структура станом на 31 березня 2011 року:
|          | Загалом | Допрацездатний вік | Працездатний вік | Постпрацездатний вік |
| -------- | ------- | ------------------ | ---------------- | -------------------- |
| Чоловіки | 355     | 87                 | 241              | 27                   |
| Жінки    | 372     | 74                 | 225              | 73                   |
| Разом    | 727     | 161                | 466              | 100                  |